# Gaspar de Munive
Gaspar de Munive León Garabito Tello y Espinosa (3 de febrero de 1711-3 de mayo de 1793) fue un rico comerciante y noble del Perú, 4° marqués de Valdelirios y destacado funcionario en los reinados de Fernando VI y Carlos III de España. En sus funciones, fue el responsable de la aplicación del Tratado de Madrid (1750), del que fue un decidido defensor.

## Biografía
Gaspar de Munive León Garabito Tello y Espinosa nació el 3 de febrero de 1711 en la ciudad de Huamanga (Ayacucho), hijo de Francisco de Munive, 3° Marqués de Valdelirios, limeño, y Teresa Tello y Espinoza, natural de Huamanga.

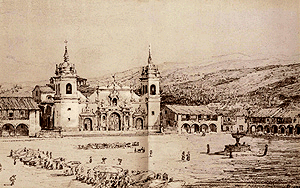
Huamanga (Ayacucho) colonial.

La Casa de Munive era de las más antiguas y nobles del señorío de Viscaya y estaba enlazada por parentesco con los condes de Peñaflorida y muchas otras casas nobles españolas.
A los once años se encargó su educación a su tío Andrés de Munive, canónigo de las iglesias de Huamanga y Quito, asesor del virrey y vicario general del arzobispado. Estudió en el Colegio Real de San Martín, el principal colegio de laicos de los jesuitas en Lima en el Virreinato del Perú, y en 1728 fue enviado por su tío a España, donde fue recibido en la corte de Felipe V y recibió del soberano dos corregimientos en las provincias de Huanta y Cañete del Virreinato del Perú.
Volvió a Lima en 1736 y al estallar en 1739 la Guerra del Asiento con Gran Bretaña fue destinado con el rango de capitán al puerto del Callao bajo las órdenes del coronel Melchor Malo de Molina y Spínola  marqués de Monte-Rico, hasta 1741, año en que volvió a Europa en el buque francés Marquesa de Antoin. Fue apresado por dos fragatas inglesas en las cercanías de las islas Fernando de Noronha y conducido a Londres, donde permaneció dos años y adquirió el manejo de varios idiomas.
De regreso a Madrid, destacó en la corte y fue nombrado por el nuevo rey Fernando VI de España como gentilhombre de capa y espada del Supremo Consejo de las Indias en 1748.
Su filiación masónica favoreció su ascenso en la corte, y no lo afectó la persecución dispuesta poco después en una corte de tendencias divididas.

## La entrega de las Misiones

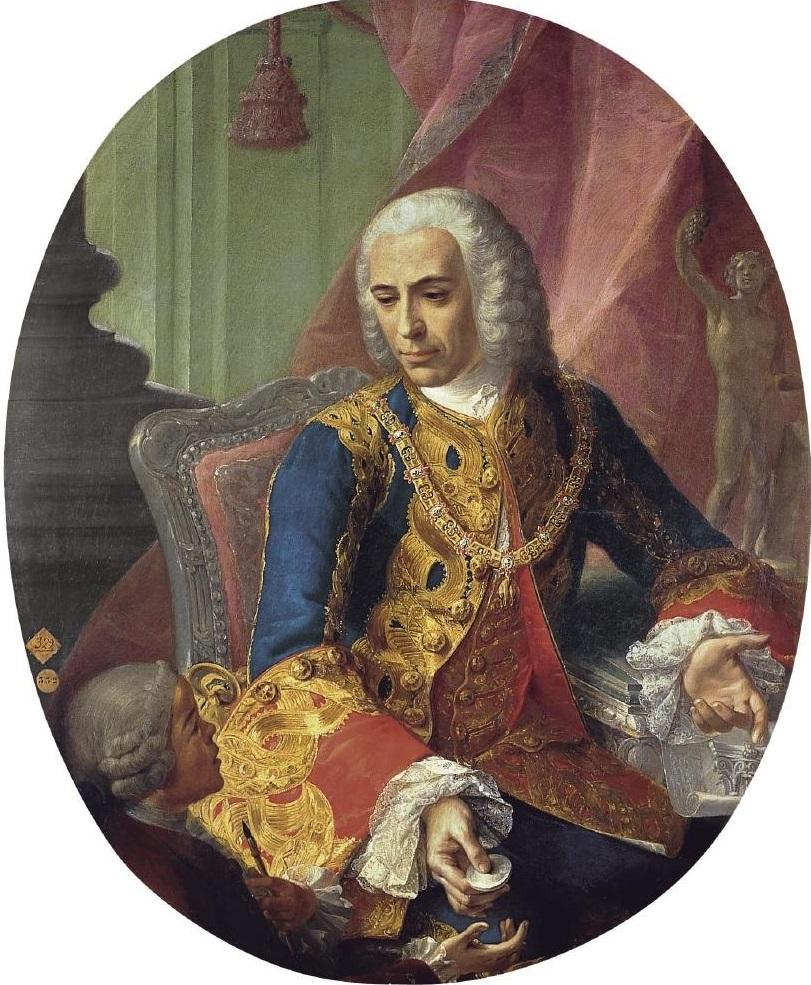
José de Carvajal y Lancaster.

El 16 de enero de 1750 el secretario de estado de Fernando VI, José de Carvajal y Lancaster, con el apoyo de la reina española Bárbara de Braganza (hija del rey Juan V de Portugal), cerró un acuerdo con Portugal por el cual esta nación cedía la posesión de Colonia del Sacramento, principal punto de conflicto en América entre ambos reinos y facilitadora del contrabando británico en el Río de la Plata, y su pretensión de libre navegación por el Río de la Plata, a cambio de lo cual España cedía dos zonas en la frontera brasileña, una en la Amazonia y otra en el sur, la de las Misiones Orientales, en la que se encontraban siete de las treinta reducciones guaraníes de los jesuitas, las que debían ser entregadas despobladas.

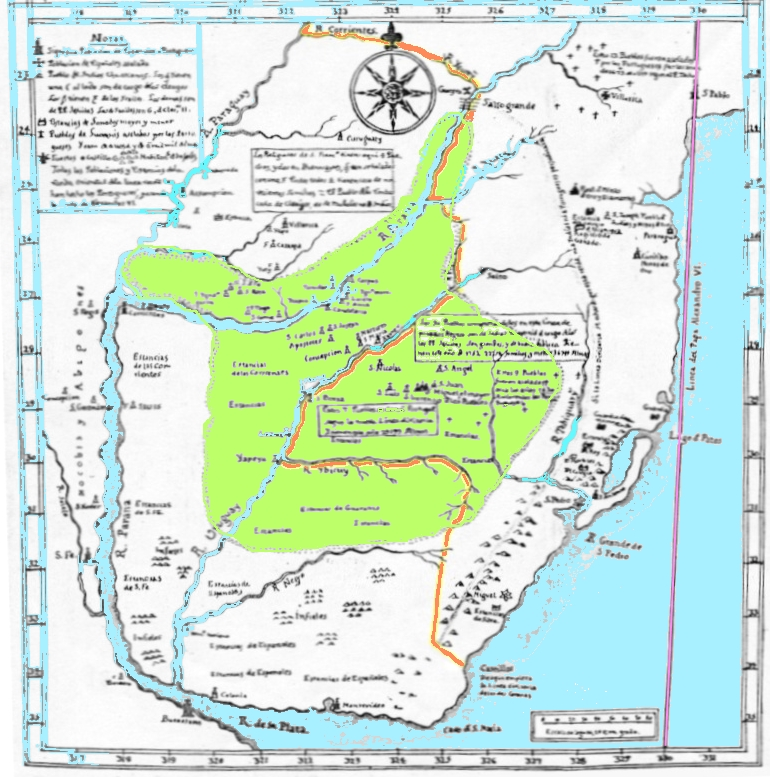
División de las Misiones: en verde jesuitas, naranja, límite después del Tratado de Madrid de 1750, rosa, Tratado de Tordesillas.

El conflicto que generó la cesión de las reducciones provocó una crisis tanto en América como en la Corte española, dado que el influyente marqués de la Ensenada, secretario de Hacienda, Marina e Indias, era favorable a la posición de los jesuitas. No obstante predominó el sector favorable al tratado y Ensenada, al igual que el padre Rávago, confesor del Rey y miembro de la Compañía de Jesús, serían finalmente destituidos, acusados de entorpecer los acuerdos con Portugal.
Cerrado el tratado de límites entre el soberano español y su suegro el rey Juan V de Portugal, el marqués de Valdelirios fue nombrado el 21 de julio de 1751 como ejecutor y comisario principal por parte de España con los más amplios poderes, superiores en cuanto hiciera a la verificación de su encargo a los de los gobernadores y del mismo virrey, y la previsión de conferenciar directamente con Gómez Freire de Andrade, gobernador de Río de Janeiro, después conde de Babadella, destinado de parte de su corte como plenipotenciario para la misma comisión.
Valdelirios llegó a Buenos Aires, capital de la Gobernación del Río de la Plata, dependiente entonces del Virrey de Lima, en febrero de 1752, donde encontró fuertes oposiciones a la ejecución del tratado, cuya conveniencia política y su equidad y justicia se cuestionaba, puntos estos sobre los cuales se había obrado un proceso en la real Audiencia de Charcas y dictado un real acuerdo en Lima favorable al tratado.
Si bien contaba con el apoyo obligado del jesuita Lope Luis Altamirano, representando al General de los Jesuitas, el provincial jesuita del Paraguay resistió las medidas insistiendo en el hecho de que no tenía respuesta formal a su representación ante autoridades religiosas y civiles de Lima, Buenos Aires y Asunción, por lo que Valdelirios le informó de la cláusula secreta que lo autorizaba a usar la fuerza en caso de resistencia, cláusula que así se hizo pública.

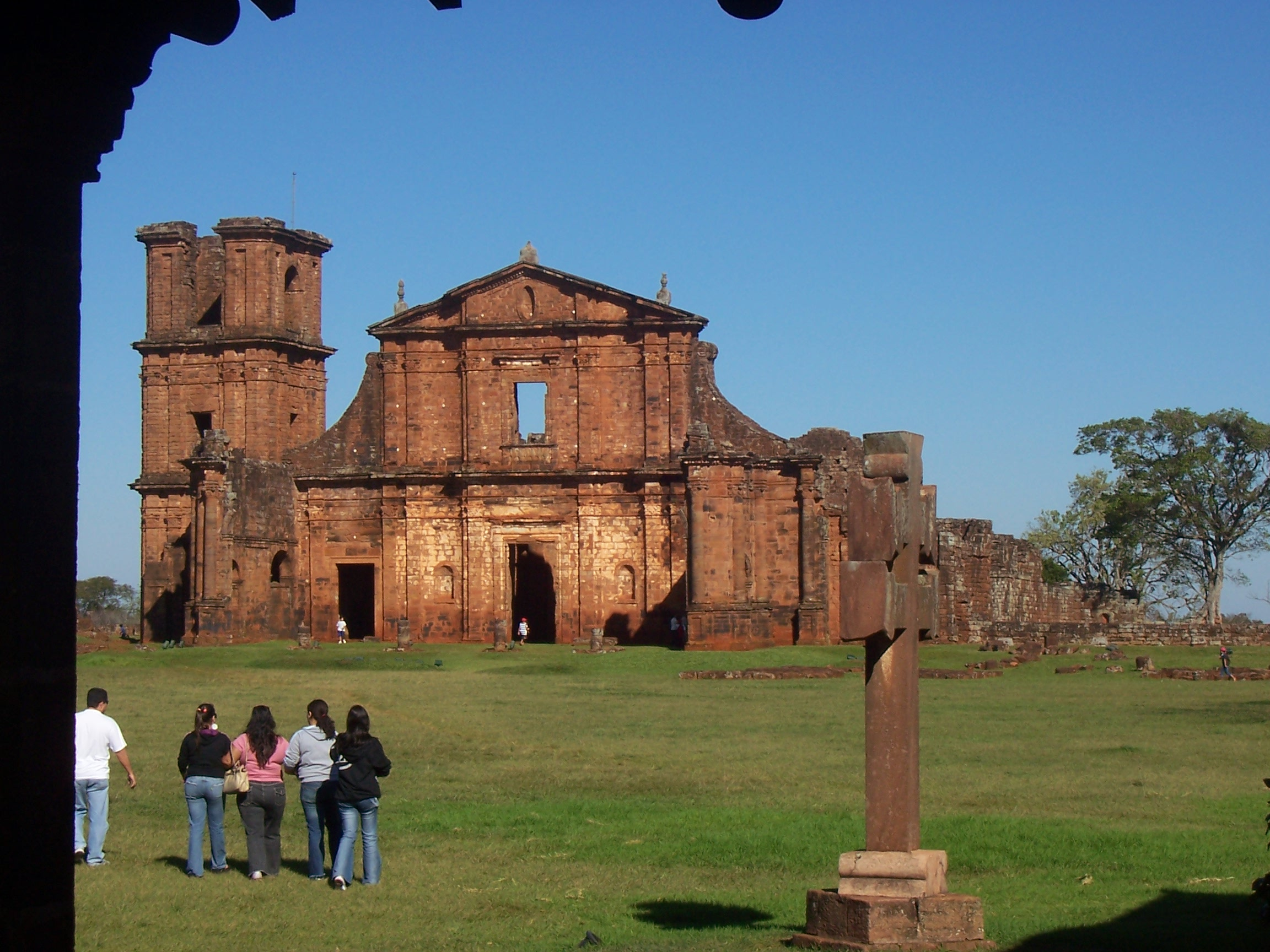
La reducción jesuítica de San Miguel Arcángel.

Valdelirios marchó al territorio guaraní y cruzó el Río Ibicuy para iniciar con Gómez Freire de Andrade los trabajos de demarcación.
El 11 de noviembre de 1752 colocaron el primer marco en Castillos Grandes (actual ensenada de Barra de Valizas en el departamento de Rocha, Uruguay) en la costa del Océano Atlántico y se dirigieron hacia el norte.

## La guerra con los guaraníes
El 27 de febrero de 1753 los demarcadores llegaron al punto de inicio del territorio misionero en la capilla del puesto de Santa Tecla, dependiente de San Miguel (actual Bagé). En ese lugar debía encontrarse el jesuita Tadheo Ennis para recibir a los demarcadores, pero estos se encontraron con una guarnición armada guaraní que les impidió el paso a sus territorios. Los trabajos de demarcación se suspendieron, por lo que los portugueses se retiraron a Colonia y los españoles a Montevideo, mientras que el marqués hacía uso de sus atribuciones y declaraba la guerra a los indios rebeldes, la que sería conocida como Guerra Guaranítica.
No obstante sus atribuciones, la sorda oposición al tratado demoró las operaciones. Tras largas dilaciones contrarias a su voluntad, las tropas salieron en 1754 hacia la ribera oriental del Río Uruguay, pero el jefe de la expedición, el gobernador José de Andonaegui, retrocedió con el pretexto del clima adverso y la falta de pastos suficientes para la caballería, lo que generó una airada reacción del marqués y su reclamo de emprender urgentemente una nueva campaña, la que se inició el 4 de diciembre de 1755, reuniéndose con las tropas portuguesas sobre las faldas del Yaceguá el 20 de enero de 1756 y avanzando sobre Santa Tecla. Las tropas aliadas vencieron a los rebeldes en Caibaté, fortificaron el paso del Río Yacuy y se encaminaron al margen del Guacacay Miní a dos leguas del Monte Grande y paso de San Martín, desde donde se tomaron progresivamente los pueblos.
En mayo se produjo el último combate en San Miguel. El 8 de junio Andonaegui dio por terminada la guerra y supervisó la evacuación de los indígenas que no habían muerto o huido a la ribera occidental del río Uruguay, permaneciendo el ejército aliado durante diez meses en las Misiones, tras lo que los portugueses se retiraron en diciembre de 1757 al Río Pardo sin ponerse de acuerdo sobre el límite en las cabeceras del río Ibicuy y sin entregar la Colonia del Sacramento.
Finalmente, aunque destruidas y despobladas, las misiones jesuíticas no pasaron a manos de Portugal, dado que en 1761, durante la Guerra de los Siete Años, el rey Carlos III de España logró anular el tratado de Madrid, que quedó sin efecto por el Tratado de El Pardo, y por el Tratado de París (1763) volvieron a España.

## Últimos años
Dado por finalizado su trabajo sobre la línea divisoria, Valdelirios recibió del soberano varias órdenes honoríficas dictadas en junio de 1758 en que aprobaba su accionar, incluyendo la guerra contra los guaraníes.
Suspendido el tratado, recibió órdenes de volver a Madrid, lo que verificó a fines de 1759, abocándose nuevamente a sus tareas en el Supremo Consejo, donde alcanzó el decanato.
Fue miembro precursor de la Real Sociedad Económica Matritense de Amigos del País fundada por Carlos III de España en 1775, de cuyos treinta y un miembros fundadores, al menos dieciséis eran originarios o naturales de las provincias vascas.
En 1786 fue agregado a la Cámara Suprema y en 1792 designado ministro del Consejo de Estado.
Murió en Madrid el 3 de mayo de 1793 sin dejar sucesión directa, motivo por el cual el título de marqués de Valdelirios lo heredó su sobrino Gaspar Carrillo de Albornoz Vega y Munive.